# Keith Ward

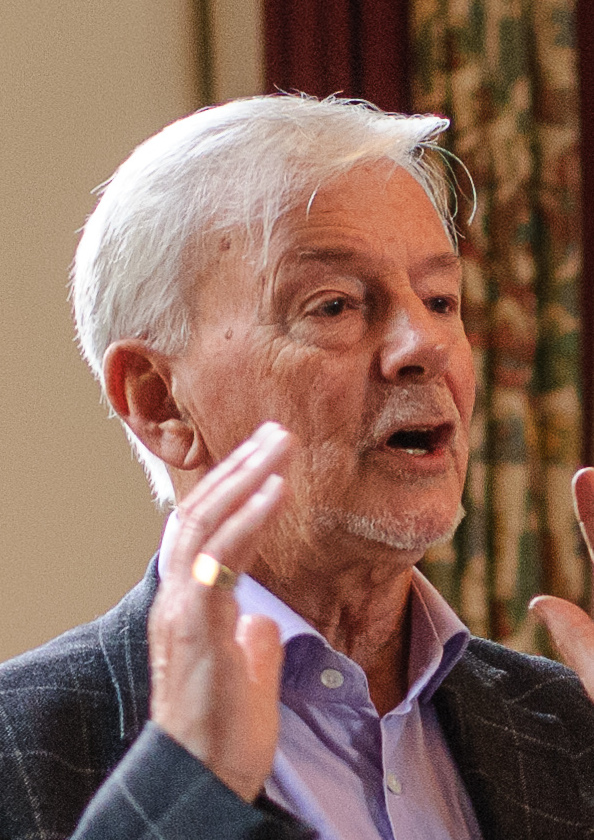
Keith Ward (2016).

John Stephen Keith Ward (* 22. August 1938 in Hexham, Northumberland) ist ein britischer Philosoph, Theologe, anglikanischer Priester und Autor, der viel zu Religion und Christentum geforscht, publiziert und sich mit den Vertretern des neuen Materialismus kritisch auseinandergesetzt hat.

## Leben
Ward studierte an der Universität von Wales in Cardiff, wo er seinen Baccalauréat machte; und an der Universität von Oxford studierte er Literatur. Seinen Master legte er an der Universität von Cambridge und an der Universität von Oxford ab, an diesen beiden Universitäten erwarb er auch seine Doktortitel.
1964 bis 1969 war er Lehrer für Logik an der Universität von Glasgow, es folgte ein Lehrauftrag in Philosophie an der schottischen Universität von St. Andrews bis 1971. 1971 bis 1976 lehrte er Philosophie der Religion am King’s College an der Universität von London. 1976 bis 1983 war er Fellow, Dekan und Direktor der philosophischen und theologischen Studien an der Trinity Hall in Cambridge. 1983 bis 1986 war er F. D. Maurice-Professor für Moral- und Sozialtheologie an der Universität von London. 1986 bis 1991 war er Professor und Abteilungsleiter der Geschichte und Philosophie der Religion an der Universität von London. 1991 bis 2003 war er Regius-Theologieprofessor an der Universität von Oxford, wo er auch emeritiert wurde. 2004 bis 2008 nahm er noch die Gresham-Theologie-Professur am Gresham College in London an. Seit 2000 ist er Fellow der britischen Akademie, und seit 2009 ist er Forschungs-Fellow am Heythrop College in London.
Ward hatte viele Gastprofessuren inne, so war er an der Drake University in Des Moines in Iowa, an der Claremont Graduate School im kalifornischen Claremont, an der Universität von Tulsa in Oklahoma, am Cornell College in Iowa, am Hartford Seminar und Virginia Theologischen Seminar.
Für bestimmte Vorlesungen und begrenzte Lehraufträge war Ward 1980 an der Universität von Birmingham, 1989 in Delhi, Bangalore und Kalkutta, 1993 in Auckland und Wellington in Neuseeland. 1998 war er Forschungs-Fellow am südafrikanischen Zentrum für Wissenschaftsentwicklung. 2000 war er Witherspoon Lecturer in Princeton, und 2003 war er Frank Woods-Fellow an der Universität von Melbourne. Es folgten 2006 Vorlesungen in der John Albert Hall an der Universität von Victoria im westkanadischen Victoria und 2008 Hensley Henson-Vorlesungen an der Universität von Oxford. 2007 bis 2008 war er auch Forschungs-Seniorfellow am Metanexus-Institut in Philadelphia. 2008 las er bei Sarum im englischen Salisbury, 2009 bei Robert Boyle in London und James Gregory in St. Andrews. 2009 war er Residential Fellow in der Rockefeller-Stiftung in Bellagio. 2010 war er Fellow am Forschungs-, Literatur- und Kunstinstitut in Venedig.
Bereits 1972 wurde Ward zum Priester der Kirche von England ordiniert. 1991 bis 2003 gehörte er zum Kapitel der Christ Church in Oxford.
Ward ist verheiratet, sie haben zwei Kinder.

## Lehre
Ein Schwerpunkt Wards ist die weltanschauliche Auseinandersetzung mit den Vertretern eines neuen Materialismus, darunter Stephen Hawking, Carl Sagan, Jacques Monod und Richard Dawkins. 2011 hat er mit Is Religion dangerous? (deutsch: Religion - gefährlich oder nützlich?) ein Buch geschrieben, das größere Beachtung und weite Verbreitung fand. Er begründet und vertritt darin die Auffassung, dass Religion – und besonders das Christentum – mehr Gutes als Schlechtes bewirkt hat und auch heute zu gelingendem und erfüllendem Leben wesentlich beitragen kann. Ward gilt als Begründer der neueren Komparativen Theologie.

## Zitat
„Wenn Demokrit der lachende Philosoph war, dann sollte Ward nur als der lachende Theologe bekannt sein.“ – „If Democritus was the laughing philosopher, Keith Ward ought to be known as the laughing theologian.“ (Frank Wilson, The Philadelphia Inquirer)

## Ehrungen
- 1993–1994: Gifford Lectures an der Universität von Glasgow
- 2000: Ehrendoktor der Freien Universität von Amsterdam
- 2001: Mitglied der British Academy[4]
- 2007: Ehrendoktor der Universität von Glasgow
- Ehren-Fellow der Trinity Hall in Cambridge
- Ehren-Fellow der Universität von Wales in Cardiff
- Mitglied des Exekutivausschusses des königlichen Instituts der Philosophie (englisch: Royal Institute of Philosophy)
- Mitherausgeber der Religionsstudien (englisch: Religious Studies)
- Mitglied des Herausgeberrats der Religionsstudien, Zeitung der zeitgenössischen Religion; Studien des interreligiösen Dialogs und Welt-Glaubens-Treffen (englisch: World Faiths Encounter)
- Präsident des Welt-Glaubens-Kongress (englisch: World Congress of Faiths)[2]

## Schriften (Auswahl)
- Religion and Creation, Oxford, 1964
- Ethics and Christianity, Humanities Press, 1970, ISBN 978-0-39100-047-6
- The Concept of God, Basil Blackwell, 1974, ISBN 978-0-63115-540-9
- The Living God, 1984, ISBN 978-0-28104-126-8
- Images of Eternity: Concepts of God in Five Religious Traditions, Oneworld 1993
- Religion and Revelation: A Theology of Revelation in the World's Religions, Oxford 1995
- Religion and Creation, Oxford 1996
- God, Chance and Necessicty, Oneworld, 1997, ISBN 978-1-85168-116-7
- In Defence of the Soul, Oneworld, 1998
- God, Faith and the New Millennium: Christian Belief in an Age of Science, Oneworld, 1998
- Religion and Human Nature, Oxford 1999
- Divine Action: Examining God's Role in an Open and Emergent Universe, Templeton Press, 2007
- The Big Questions in Science and Religion, Templeton Foundation, 2008
- Why There Almost Certainly Is a God: Doubting Dawkins, Lion Hudson, ISBN 978-0-82547-843-7
- The Word of God? The Bible after modern scholarship, The Society For Promoting Christian Knowledge, 2010
- Is Religion dangerous? Lion, 2011, ISBN 978-0-74595-530-8
- God: A Guide For The Perplexed, Oneworld Publications, 2013, ISBN 978-1-85168-973-6
- Christ and the Cosmos - A Reformulation of Trinitarian Doctrine, Heythrop College, University of London 2015, ISBN 978-1-10753-181-9
- Love is his meaning: Understanding the teaching of Jesus, SPCK Publishing, 2017, ISBN 978-0-28107-763-2

### Deutsche Übersetzungen
- Gott - Das Kursbuch für Zweifler. Aus dem Englischen von Nikolaus de Palézieux. Primus, Darmstadt 2007, ISBN 978-3-89678-625-8.
- Religion – gefährlich oder nützlich? Aus dem Englischen von Bernardin Schellenberger. Kreuz, Stuttgart 2007, ISBN 978-3-7831-3006-5.